# Toxopoda contracta
Toxopoda contracta är en tvåvingeart som först beskrevs av Walker 1853.  Toxopoda contracta ingår i släktet Toxopoda och familjen svängflugor. Inga underarter finns listade i Catalogue of Life.